# Arduino di Narbona
Arduino di Narbona, detto altrimenti Arduino Dorii o Arduino D'Oria o Arduino dei Visconti di Narbona o Arduino I Doria (Narbona, 941 – Genova, 1001 circa), è considerato il capostipite della dinastia dei Doria.

## Biografia
Probabile originario della famiglia Nardoni e/o Nardoní di San Vitaliano o forse imparentato alla lontana con il marchese di Torino Arduino il Glabro, nato a Narbona in Linguadoca. Partecipò come pellegrino alla Prima Crociata arrivando fino a Gerusalemme.
Stabilitosi a Genova al ritorno dal pellegrinaggio forse a seguito della prolungata invasione del narbonense da parte dei saraceni o dei normanni, caduto malato, fu ospitato nella dimora di Corrado Della Volta ed amorevolmente assistito da Oria che poi divenne sua moglie. Acquistò anche case e terreni anche se queste notizie sono dubbie. 
I loro quattro figli furono popolarmente chiamati i figli "d'Oria" e da qui furono indicati negli annali genovesi se ne indicarono i figli e poi i discendenti sono: Auriae e D'Oria da cui prese appunto il nome della casata. Morì a Genova verso l'inizio dell'XI secolo, probabilmente nel 1001.